# Selfkant
Selfkant je nejzápadnější obec Německa. Žije v ní přibližně 11 tisíc obyvatel a skládá se ze šestnácti sídelních útvarů, z nichž největší je Tüddern. Nachází se v zemském okrese Heinsberg ve spolkové zemi Severní Porýní-Vestfálsko 30 km od Cách. Má rozlohu 42 km² a tvoří výběžek obklopený nizozemským územím. Nejvyšším bodem je Schlouner Berg (101,6 m n. m.).

## Části obce
- Dieck (9 obyvatel)
- Grosswehrhagen (151 obyvatel)
- Havert (522 obyvatel)
- Heilder (261 obyvatel)
- Hillensberg (588 obyvatel)
- Höngen (1280 obyvatel)
- Isenbruch (325 obyvatel)
- Kleinwehrhagen (103 obyvatel)
- Millen (320 obyvatel)
- Millen-Bruch (57 obyvatel)
- Saeffelen (941 obyvatel)
- Schalbruch (955 obyvatel)
- Stein (182 obyvatel)
- Susterseel (1640 obyvatel)
- Tüddern (2208 obyvatel)
- Wehr (775 obyvatel)

## Historie
Název Selfkantu je odvozen od místního potoka Saeffeler Bach (pojmenovaného podle starého indoevropského slova pro písek). O Tüddernu se zmiňuje již Klaudios Ptolemaios pod názvem Theuderum. Lokalita patřila od roku 1499 Jülišskému vévodství, za napoleonských válek byla součástí Francie a v roce 1815 ji získalo Pruské království. V roce 1949 zabralo Selfkant Nizozemsko jako válečné reparace na základě Bakker-Schutova plánu. Nizozemci zavedli nové názvy: Zelfkant místo Selfkant a Tudderen místo Tüddern. V roce 1963 se západoněmecká vláda dohodla s Nizozemskem na navrácení Selfkantu za finanční kompenzaci ve výši 280 milionů marek.
Oblast má venkovský charakter, hlavním zaměstnavatelem je letecká základna NATO v nedalekém Geilenkirchenu. Díky dobrému spojení se Sittardem a levnému bydlení se do obce stěhuje množství lidí z Nizozemska, především mladých rodin.